# Землетрясение Ноби (1891)
Землетрясение Ноби (яп. 濃尾地震 Но:би дзисин), также известное как землетрясение Мино-Овари (яп. 美濃尾張地震 Мино:-Овари дзисин) — крупное землетрясение, произошедшее на равнине Ноби в Японии в 1891 году. Оно является крупнейшим из внутренних землетрясений Японии.

## История
Землетрясение произошло в 6:38 утра 28 октября 1891 года. После анализа разрушений ему была присвоена магнитуда 8,0. Эпицентром явился разлом Неодани, где сегодня расположен город Мотосу (префектура Гифу). Землетрясение Ноби стало крупнейшим в истории Японии, эпицентр которого был на суше, а не под водой.

## Ущерб
Префектурам Айти и Гифу был нанесён значительный ущерб. Землетрясение затронуло и соседние префектуры Сига и Фукуи. Согласно записям, количество жертв составило примерно 7273, а количество пострадавших — 17 175, было разрушено более 140 тысяч строений. В горах было повалено множество деревьев, в Гифу и окрестностях возник крупный пожар.
Пострадали не только старые здания, было повреждено множество новых. Именно после этого землетрясения в Японии начал возрастать интерес к сейсмостойкому строительству.

## Отражение в литературе
В 1893 сейсмолог Джон Мильн и инженер В. К. Бёртон совместно написали книгу «Великое землетрясение в Японии 1891». В книге было описано и проиллюстрировано положение людей, оказавшихся в зоне землетрясения.